# روان‌شناسی فرهنگی
روان‌شناسی فرهنگی بخشی از دانش روانشناسی است و این دیدگاه را دارد که ذهن و فرهنگ جدایی‌ناپذیرند و بر این اساس نظریه‌های روان‌شناسی در یک محیط ممکن است در محیط دیگر محدود شوند.
در غرب، روان‌شناسی فرهنگی معمولاً فرض می‌کند که مردم در همهٔ فرهنگ‌ها و همهٔ جامعه‌ها فرایندهای روان‌شناختی یکسانی دارند اما طرفدارهای روان‌شناسی فرهنگی بر این باورند که چنین فرضیه‌ای نادرست است. روان‌شناسی فرهنگی، یک جنبش میان‌رشته‌ای بین روان‌شناسان، جامعه‌شناسان و دیگر دانشمندهای اجتماعی است. روان‌شناسی فرهنگی به این واقعیت می‌پردازد که فرهنگ فرد، سنت‌ها، زبان و جهان‌بینی آن، چگونه در نمادهای ذهنی و فرایندهای شناختی او تأثیر دارند.